# Maison natale de Cocteau
La maison natale de Jean Cocteau est une maison située place Sully à Maisons-Laffitte, dans laquelle Jean Cocteau est né le 5 juillet 1889.

## Historique
Cette vaste maison appartient à l'époque de la naissance de Jean Cocteau à son grand-père maternel, Eugène Lecomte, qui fit fortune comme agent de change. Elle est bâtie dans le parc de Maisons-Laffitte.
Dans La Difficulté d'être, l'écrivain décrit ainsi sa ville natale : « Maisons-Laffitte est une manière de parc d’entraîneurs semé de villas, de jardins, d’avenues de tilleuls, de pelouses, de plates-bandes, de jets d’eau sur les places. Le cheval de course et la bicyclette y régnaient en maîtres ».